# ديفيد جيمس (سياسي)
ديفيد جيمس (بالإنجليزية: David James)‏ هو مسير أعمال وعامل مناجم وسياسي أسترالي وبريطاني (وحمل سابقاً جنسية المملكة المتحدة لبريطانيا العظمى وأيرلندا)، ولد في 1854 في المملكة المتحدة، وتوفي في 21 يوليو 1926 في أستراليا. حزبياً، نشط في National Defence League (Australia) ‏ وLiberal Union (South Australia) ‏. وقد انتخب عضو مجلس النواب جنوب أستراليا من الجمعية عن دائرة Electoral district of Wooroora ‏ وقد انضم خلال فترته النيابية (3 مايو 1902 – 5 أبريل 1918)  للكتلة البرلمانية National Defence League (Australia) ‏.